# Terebra venilia
Terebra venilia é uma espécie de gastrópode do gênero Terebra, pertencente a família Terebridae.